# برنارد تومسون
برنارد تومسون (بالإنجليزية: Bernard Thompson)‏ مواليد 30 أغسطس 1962 في فينيكس، هو لاعب كرة سلة أمريكي معتزل. بدأ مسيرته الاحترافية في سنة 1984. تم اختياره من قبل فريق بورتلاند ترايل بلايزرز خلال الدرافت. يبلغ طوله 6 قدم 6 بوصة (2.0 م). اعتزل اللعب في 2001.

## المسيرة الاحترافية
لعب مع بورتلاند ترايل بلايزرز في موسم 1984–1985، ثم لعب مع فينيكس صنز من سنة 1985 إلى 1988، ثم لعب مع هيوستن روكتس في موسم 1988–1989.

## روابط خارجية
- برنارد تومسون على موقع إن بي أي (الإنجليزية)
- برنارد تومسون على موقع سبورتس رفرنس (الإنجليزية)
- برنارد تومسون على موقع كرة السلة الأوروبية.كوم (الإنجليزية)
- برنارد تومسون على موقع كلية كرة السلة في سبورتس رفرنس.كوم (الإنجليزية)
- برنارد تومسون على موقع ريلجم (الإنجليزية)
- برنارد تومسون على موقع بروبوليرز (الإنجليزية)